# Gutbrod Atlas
Der Gutbrod Atlas war ein Kleintransporter, der als Pritschenwagen, Kastenwagen und mit verschiedenen Sonderaufbauten gebaut wurde.  Seine reguläre Produktion begann 1950 im Werk Calw der Gutbrod Motorenbau GmbH. Eine Vorserie war Ende 1949 produziert worden. Die maximale Zuladung betrug je nach Variante 700, 800 oder 1000 kg.

## Motor und Getriebe
Die ersten Motoren des Gutbrod Atlas waren von Adolf Schnürle konstruierte Zweizylinder mit 576 cm³ Hubraum (Bohrung 70 mm, Hub 75 mm) und einer Leistung von 16 PS bei 3500/min, 1953 gesteigert auf 662 cm³ und 19 PS bei 3500/min; ab Februar 1953 war außerdem ein Dreizylinder mit 987 cm³ Hubraum und 28 PS bei 4000/min erhältlich. Gestartet wurden die Motoren mit einem 6-Volt-Anlasser an einer 75-Ah-Starterbatterie. Die Höchstgeschwindigkeit lag bei 70 km/h. Der Kraftstoffverbrauch des im Heck eingebauten luftgekühlten Zweitaktmotors mit Umkehrspülung soll bei etwa 9,5 Liter bis 10 Liter pro 100 Kilometer gelegen haben. Der Tank fasste 27 Liter. Alle Versionen des Gutbrod Atlas hatten ein unsynchronisiertes Dreiganggetriebe.
In der Werbung hob Gutbrod „das auf der Hinterachse konzentrierte Triebwerk“ hervor, durch das in Verbindung mit der „modernen Fahrerhausanordnung“ die Lastverteilung bei Leerfahrt vorn und hinten gleich sei und besonders auf nasser, glatter Fahrbahn und am Berg höchste Fahrsicherheit biete. Des Weiteren hieß es, die „vorteilhafte Heckmotor-Anordnung“ erspare eine lange Kraftübertragung durch Kardanwelle mit all ihren Nachteilen.

## Fahrwerk
Der Gutbrod Atlas hatte einen Zentralrohrrahmen. Die Vorderräder waren an Doppel-Querblattfedern aufgehängt, die Hinterräder an einer Pendelachse mit Schraubenfedern. Stoßdämpfer hatte der Wagen nur vorn. Die Spurweite vorn betrug 1300 mm, hinten 1330 mm. Die Bremsen der ersten Ausführungen wurden mechanisch betätigt, ab Februar 1953 hydraulisch. Das Lenkrad hatte einen Durchmesser von 400 mm, Lenkübersetzung 11 : 1. Die Reifengröße war 5.50–16 bzw. 6.00–16 beim Atlas 1000, der Wendekreis betrug 9,60 m. Das Fahrerhaus in Frontlenkerbauweise war aus Stahlblech, hatte eine durchgehende Windschutzscheibe und hinten angeschlagene Türen. Dadurch ähnelte das Fahrzeug seinen Mitbewerbern Tempo Matador, Tempo Wiking und Goliath GV 800.
Die Ladefläche des normalen Pritschenwagens war 2600 mm lang und 1750 mm breit, bei einer Fahrzeuglänge von 4150 mm und einem Radstand von 2200 mm. 1950 kostete dieser Wagen 4.980 DM; etwa 700 DM weniger als der ungefähr gleich starke Goliath GV 800.

## Produktionszeit
Insgesamt 10.906 Gutbrod Atlas wurden in folgenden Varianten produziert:
- Atlas 800, Januar 1950–Februar 1953
- Atlas 800/H, Februar 1953–Mitte 1954
- Atlas 1000, Juni 1951–Mitte 1954
- Atlas 1000/3, Februar 1953–Mitte 1954
- Atlas 700, Juni 1953–Mitte 1954[9]

Im April 1954 wurde die Produktion von Gutbrod-Fahrzeugen aus wirtschaftlichen Gründen eingestellt.

## Mitbewerber
- VW T1

Sehr ähnlich aussehend:
- Tempo Matador und Tempo Wiking
- Goliath GV 800